# Pont Marie
Der Pont Marie ist eine Steinbogenbrücke über die Seine im 4. Arrondissement von Paris. Die nach dem Pont Neuf zweitälteste noch erhaltene Brücke der Stadt führt vom rechten Seineufer über deren nördlichen Arm zur Île Saint-Louis und verbindet dabei das Quartier Saint-Gervais mit dem Quartier Notre-Dame. Sie ist eine von 37 Seinebrücken in Paris.

## Entstehungsgeschichte

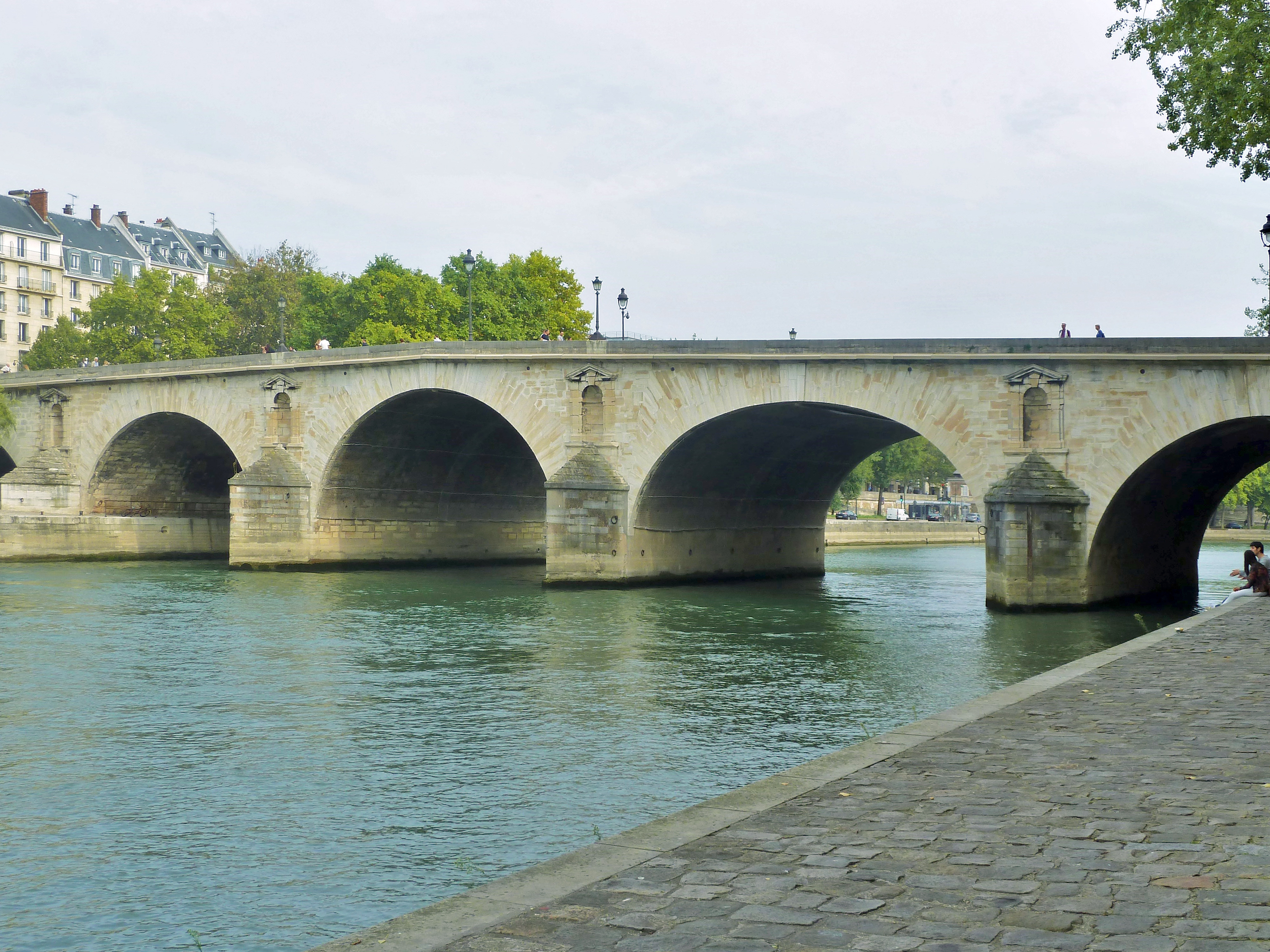
Pont Marie im Tageslicht

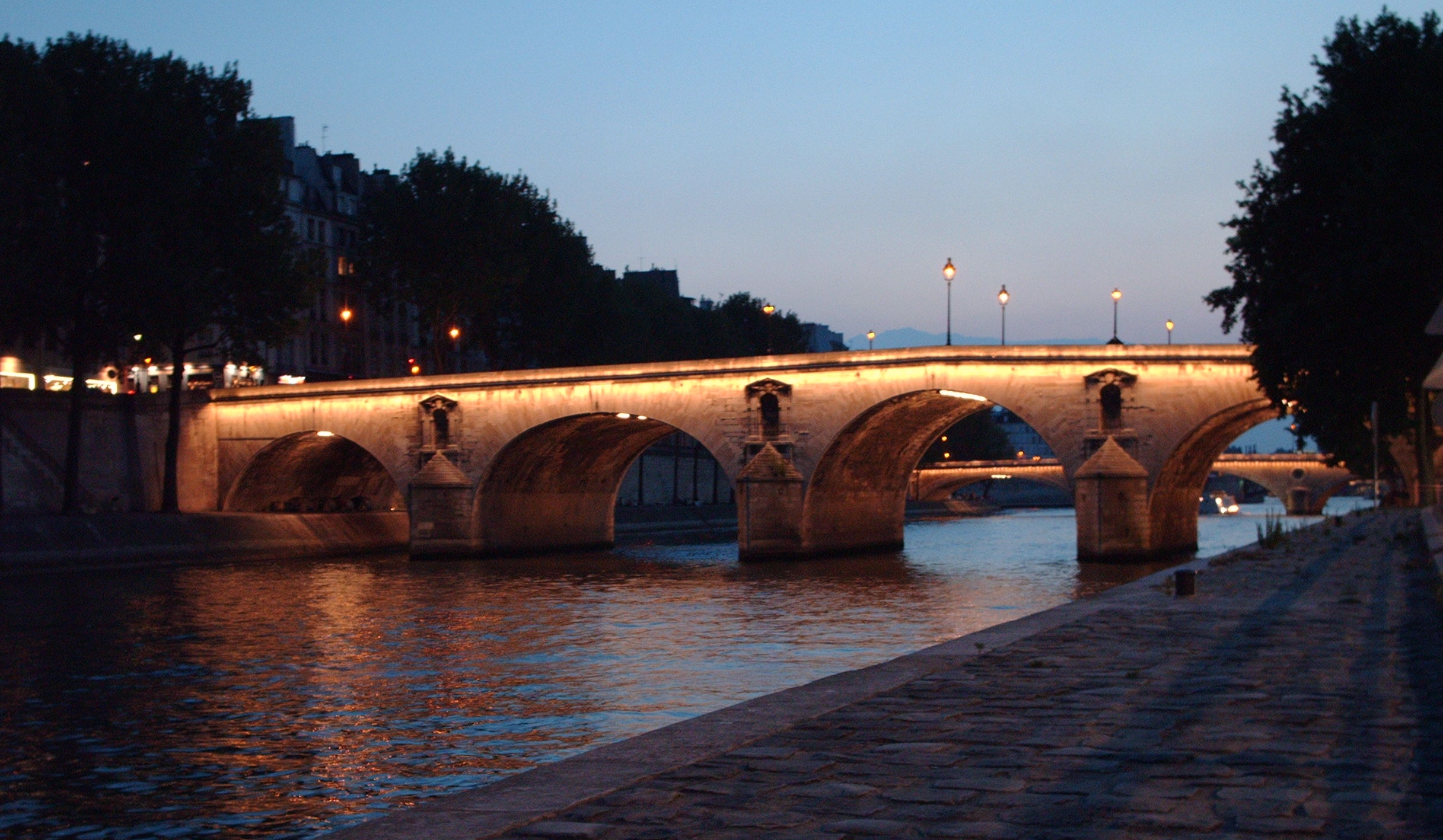
Pont Marie im Abendlicht

Vorläufer des Pont Marie war eine Holzbrücke namens Pont de Fust, die im Januar 1408 durch eine Frostperiode zerstört wurde. Für mehr als 200 Jahre blieb die Stelle fortan ohne eine Brücke. Der Pont Marie wurde von dem Bauunternehmer Christophe Marie zwischen 1614 und 1635 errichtet und nach seinem Erbauer benannt. Christophe Marie war zugleich für die Überwachung aller Pariser Brücken zuständig. Der Bauantrag wurde 1605 eingereicht, doch gab es zahlreiche Gründe für die verzögerte Baugenehmigung. Marie konnte zunächst das für den Brückenbau erforderliche Areal für einen Denier pro Quadrattoise erwerben. Erst 1611 sorgten L. Pulletier und F. le Regrattier für die Finanzierung der Baumaterialien. Zudem wurde der Eigentümer der Insel, das Domkapitel der Kathedrale Notre-Dame, zu spät eingeschaltet. Man einigte sich schließlich darauf, zwischen 1616 und 1618 der Kirche eine Pacht von jährlich 1200 Livres zu zahlen. Der erste diese Ergebnisse berücksichtigende Bauplan wurde am 19. April 1614 eingereicht. Die Brücke war mit einer Spannweite von 47 Toises (91,65 m) und einer Breite von 8 Toises (15,60 m) geplant. Für die Brückenkonstruktion waren Charles Contesse und Jean de la Noue verantwortlich.

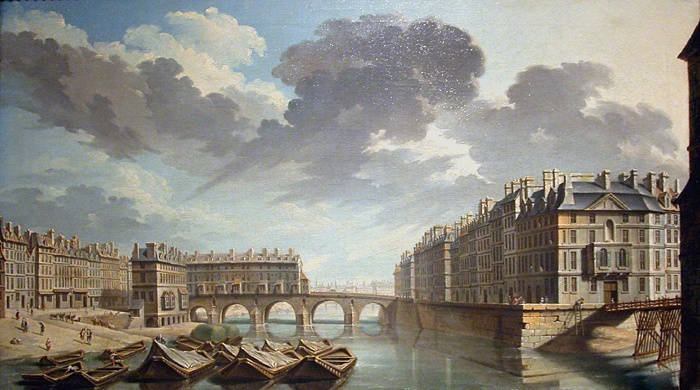
Nicolas Raguenet - Paris, Pont Marie und Île Saint-Louis (1757)

Durch König Ludwig XIII. wurde die Baugenehmigung am 6. Mai 1614 erteilt. Der erste Stein wurde von ihm selbst am 11. Dezember 1614 gelegt. Die Bauarbeiten kamen jedoch erst 1623 in Gang, als Jean de la Grange die Finanzierung bis 1627 sicherte und der Maurermeister Rémy Collin die Bauleitung übernahm. Die Brücke erhielt schwere Pfähle, damit sie mit 50 Häusern bebaut werden konnte. Beide Straßenseiten der Brücke erhielten je 25 Häuser, die Bebauung von Brücken mit Häusern war damals üblich. Am 11. Oktober 1624 fanden in Anwesenheit der Königsfamilie die Festlichkeiten der Grundsteinlegung statt. Die Brücke wurde zwar 1630 fertiggestellt, jedoch erst 1635 dem Verkehr übergeben. Als sich Marie 1643 von dem Brückenprojekt zurückzog, erhielt am 10. Juni 1643 der Tischlermeister Claude Dublet die Brückenverantwortung. Er ließ insgesamt 46 Brückenhäuser mit je 30 m² Fläche errichten, die ab 1652 bezogen wurden.
Ein Hochwasser am 1. März 1658 schwemmte 20 der Häuser nebst zwei Brückenbögen fort. Dabei kamen 60 Personen ums Leben. Als Ersatz wurde 1660 eine mautpflichtige Holzbrücke an gleicher Stelle errichtet, die durch eine erst 1677 fertiggestellte Steinkonstruktion ersetzt wurde. 1769 wurde beschlossen, die Hausbebauung auf der Brücke zu unterlassen; 1788 wurden in Paris generell Häuser auf Brücken verboten. Die Brücke hatte ursprünglich sechs Bögen, wovon einer später in die Uferbefestigung eingebaut wurde. Seit dem 10. Februar 1887 steht die Brücke als Monument historique unter Denkmalschutz. Von Maximilien Luce, einem französischen Maler des Spätimpressionismus, gibt es ein in der Neuen Pinakothek in München ausgestelltes Gemälde der Brücke von 1899.

## Lage und Bedeutung
Die Brücke ist 92 m lang und 22,60 m breit, davon 14,60 m Straße und je 4 m Gehsteig. Ihre Steinbögen haben eine Spannweite zwischen 14 m und 18 m. Sie verbindet die Seine-Insel Île Saint-Louis mit der Rive Droite, wo die Rue des Nonnains d‘Hyères ihre Verlängerung bildet. Der Pont Marie ist das Gegenstück zum Pont de la Tournelle, der zur linken Seineseite führt. Beide Brücken werden auf der Insel durch die Rue des Deux-Ponts (Straße der zwei Brücken) miteinander verbunden. Der Pont Marie ist die mittlere der drei zum Rive Droite führenden Brücken. Die Station Pont Marie der Linie 7 der Métro befindet sich in ihrer Nähe am rechten Seineufer.